# 无中气月
无中气月是不包含中气的朔望月。闰月是无中气月。无中气月不一定是闰月。无中气月多于闰月，这是因为有双中气月存在。

## 定义甲
连续两个朔之间，不包含中气的朔望月。历史上曾有此定义，且用于置闰规则。此定义有天文学基础。以此定义的无中气月，不会因为国际协调时的时区的差异而改变。若类似定义双中气月，不会出现双中气月；不会出现数个连续的朔望月中有多个无中气月。

## 定义乙
一个朔所在一天的0时整，到下一个朔所在一天的0时整，此期间不包含中气的朔望月。现在为此定义，用于置闰规则。以此定义的无中气月，可能会因为国际协调时的时区的差异而改变；有可能变为单中气月。类似定义双中气月，会出现双中气月；会出现数个连续的朔望月中有多个无中气月。
“无中气之月”是中国古代的天文历法的一种说法，所以在那个时候没有所谓的国际协调时，即便用现在的国际协调时也是西方欧美国家的天文历法机制，所以用现在的一些国际通用时间界定是不合适的。